# کوسه‌کش
کوسه‌کش، لزک یا چسبک (نام علمی: Echeneis naucrates) نام یک گونه از تیره چسبک‌ماهیان است.